# Artit Tubtimmai
Artit Tubtimmai (thailändisch อาทิตย์ ทับทิมใหม่, * 4. Dezember 1985) ist ein thailändischer Fußballspieler.

## Karriere
Artit Tubtimmai spielte bis 2017 beim Zweitligisten Samut Songkhram FC in Samut Songkhram. Wo er vorher gespielt hat, ist unbekannt. 2018 wechselte der Torwart nach Rayong, wo er sich dem Ligakonkurrenten Rayong FC anschloss. Nach Vertragsende in Rayong wechselte er 2019 ins nahegelegene Sattahip, wo er einen Vertrag beim Zweitligisten Navy FC unterschrieb. Für die Navy stand er 15-mal zwischen den Pfosten. Nach der Hinrunde 2021/22 wechselte er zum ebenfalls in Satthahip beheimateten Air and Coastal Defence Command FC. Der Verein spielt in der Eastern Region der dritten Liga. Zu Beginn der Saison 2022/23 kehrte er zum Navy FC, der mittlerweile in die dritte Liga abgestiegen war, zurück. Im Sommer 2024 wurde sein Vertrag bei dem Drittligisten nicht verlängert.